# Patrones en el desarrollo vegetal
El desarrollo de una planta desde un embrión requiere de una secuencia ordenada y precisa de eventos biológicos. Para alcanzar la madurez, los embriones vegetales deben dividirse, crecer, y diferenciarse en órganos y tejidos individuales con funciones específicas. Con la conclusión del desarrollo vegetal se cuenta con un organismo organizado que florece, produce frutas, envejece, y muere. Los patrones en el desarrollo vegetal están constituidos por los programas genéticos, bioquímicos, y los factores que modulan e interfieren con la progresión a través del ciclo de vida de las plantas. Se pretende, mediante el texto presentado a continuación, crear un marco teórico robusto que sirva como introducción a la biología del desarrollo de las plantas en general.

## Desarrollo, crecimiento y diferenciación
El desarrollo vegetal se basa en tres categorías globales que caracterizan a los diversos eventos biológicos que llevan a la producción de una planta madura desde un embrión; estos son: el crecimiento, la diferenciación, y el desarrollo. Se necesita, para tener un concepción general de los patrones en el desarrollo vegetal, entender primero que son y porque son importantes estas tres categorías.
- El desarrollo de una planta es el conjunto total de modificaciones y cambios que un organismo experimenta durante su vida (germinación, crecimiento, maduración, florecimiento, muerte etc.). El término desarrollo es de amplio espectro, ya que puede hacer referencia a los grandes cambios morfológicos que son conspicuos y fáciles de observar, llegando hasta las pequeñas modificaciones bioquímicas que llevan muchas veces a cambios en rutas metabólicas. Haciendo de lado toda esta variabilidad del término desarrollo, se puede pensar en este como la expresión del programa genético que dirige las actividades y las interacciones de células individuales en una planta.

- El término crecimiento siempre ha sido relacionado con cambios en el tamaño y la masa de un organismo. Sin embargo, para los patrones en desarrollo vegetal, el término crecimiento debe ser pensado como un proceso en el cual se genera un incremento irreversible del volumen o tamaño del organismo. Es importante destacar que el crecimiento normalmente se lleva a cabo por procesos de división y extensión celular. Sin embargo, se puede producir crecimiento sin división celular (solo por extensión celular) y al mismo tiempo la división celular puede ocurrir sin crecimiento (no hay cambios en el volumen interno).

- La diferenciación hace referencia a cambios diferentes a modificaciones en el tamaño que ocurren en las células vegetales. La diferenciación ocurre cuando una célula se divide y produce dos células hijas que están destinadas a asumir características anatómicas y funcionales diferentes. Sin embargo, se sabe que en las plantas ocurren fenómenos donde una célula diferenciada es inducida a adoptar formas embrionarias que tienen un amplio espectro de diferenciación. Estos procesos se denominan fenómenos de-diferenciación. Esta habilidad que tienen las células diferenciadas para generar nuevos tipos celulares se denomina totipotencia, ya que retienen un programa genético que es capaz de crear un individuo independiente. Con esto en mente, se ha propuesto que el desarrollo no está acompañado de una pérdida en la información genética sino que más bien es el producto de la selección diferencial de información genética para desarrollar formas específicas y diferenciadas. Se ha propuesto que la información genética tenida en cuenta para una célula en particular depende de la posición de esa célula y de las señales que esta misma recibe de sus alrededores, pues se cree que la interpretación del material genético por la maquinaria enzimática de una célula está determinada por la información posicional que esta misma recibe.

## Control del desarrollo
El desarrollo vegetal es un proceso que requiere de un control y regulación muy específico. Existen controles intrínsecos intra-celulares que regulan cambios en la expresión de genes que influencian las actividades celulares por medio de la síntesis de proteínas. El control inter-celular depende de hormonas y su importancia en la coordinación de los diferentes grupos de células que componen a una planta. Existen también mecanismos de control extrínsecos (luz, temperatura, gravedad, nutrientes, humedad, etc.) que se originan fuera del organismo y proveen información acerca del medio ambiente en donde se está llevando a cabo el desarrollo. Lo importante acá es destacar que los tres niveles de control mencionados interactúan en una red fisiológica compleja para determinar el desarrollo general de una planta.

### Expresión genética
El desarrollo ordenado de una planta necesita una secuencia programada de activación y silenciamiento selectivo y diferencial de genes para así producir proteínas en el momento de desarrollo apropiado. Las células deben tener entonces la capacidad de responder a estos productos de la transcripción diferencial de genes. En resumen, se tiene que las células diferenciadas han llegado a este nivel gracias a que han experimentado una expresión genética diferencial que ha llevado al desarrollo de características específicas para los distintos tipos de células. En esencia todas las células vegetales diferenciadas cuentan con una carga genética completa (totipotencia) pero han experimentado procesos de expresión genética selectiva que han llevado a su diferenciación.

### Hormonas
Las hormonas son moléculas que funcionan como mensajeros químicos que llevan información entre células distintas. Existen varios tipos de hormonas vegetales que promueven o inhiben diversos procesos del desarrollo de manera independiente o conjunta.

### Factores ambientales
Los vegetales son bombardeados constantemente con señales provenientes de su medio ambiente que pueden ser interpretadas y usadas para modificar el desarrollo vegetal. Entre las señales más importantes se encuentran la luz, la temperatura, la gravedad, el campo magnético, el viento, y el sonido entre otras.

## Percepción y transducción de señales
Para que una señal del control del desarrollo pueda ser útil, tiene que ser primero reconocida por la célula y segundo interpretada, para así producir algún cambio metabólico que dará origen a la respuesta pretendida. Se conoce que esta generalidad de percepción-transducción-respuesta es verdadera para todas las señales que controlan el desarrollo vegetal.

### Percepción de señales
La percepción de señales requiere de un receptor (proteína) que está asociado a la membrana plasmática de la célula. Más específicamente, la detección de señales es llevada a cabo por el acople de la molécula mensajera o señal con un receptor proteico que es específico para esa señal en particular, y además tiene una distribución diferencial no uniforme a lo largo de los tejidos vegetales, pues no todas las células contienen los mismos receptores de membrana. Con el acople, el receptor lleva a cabo un cambio de conformación llegando así a estar en su estado activado. El receptor junto con la señal o molécula mensajera forma el complejo receptor-señal, el cual completa la fase del reconocimiento y percepción de una señal controladora del desarrollo.

Los receptores son de vital importancia para el desarrollo vegetal por dos razones principales. En primer lugar, la presencia o ausencia de un receptor determina que clase de células pueden responder a una señal en específico, ya que solo las células que contengan el receptor apropiado podrán responder a una señal individual. En segundo lugar, los diferentes tipos de células poseen distintas clases de receptores de membrana que en consecuencia producirán respuestas de diferente carácter con respecto a una única y misma señal, lo que explica el amplio rango de acción hormonal sobre el desarrollo vegetal.

### Transducción de señales
Tras la percepción de la señal, se necesita llevar a cabo una serie de reacciones fisiológicas que traerán consigo la respuesta metabólica específica para la señal inicial. La transducción de señales depende de la producción y de la acción de moléculas conocidas como mensajeros secundarios, que tienen como función transportar la información desde los receptores de membrana hasta la maquinaria metabólica dentro de la célula. Adicionalmente, los mensajeros secundarios pueden amplificar la señal por medio del desarrollo de cascadas de señalización. Entre los mensajeros secundarios más comunes se pueden encontrar las proteínas G, las proteínas quinasas, los nucleótidos cíclicos, el calcio, y el inositol trifosfato entre otros.

Por efectos prácticos, se describirá a continuación solo la transducción de señales cuando el mensajero secundario involucrado es una proteína G. Se conoce que un receptor activado se asocia a una proteína G de membrana, la cual es activada a su vez por el acople con una molécula de GTP. Este nuevo complejo formado es expulsado de la membrana plasmática y se mueve hacia el citoplasma donde activa diversas enzimas que terminan afectando la maquinaria celular y produciendo cambios metabólicos que controlan el desarrollo.

## El desarrollo de una planta
La historia de vida de una planta comienza con su semilla, así que resulta conveniente empezar a describir su desarrollo por esta etapa.

### Germinación de una semilla
Las semillas son estructuras quiescentes y deshidratadas que pueden sobrevivir una gran variedad de condiciones ambientales durante un periodo prolongado de tiempo. Sin embargo, cuando las condiciones son apropiadas el embrión empezará a crecer y llevará a cabo la germinación. La etapa inicial de la germinación se caracteriza por presentar un secuestro de agua que hidrata al embrión, proceso conocido como imbibición. Este proceso está asociado con la atracción hidrofílica que tienen los constituyentes proteicos de la semilla, lo que genera un flujo de agua desde el ambiente hasta el interior de la semilla. Se conoce que este movimiento de agua hacia el interior del embrión está asociado con un incremento en el volumen de la semilla, lo que genera una presión interna incrementada que terminara con la ruptura de los tegumentos protectores de la semilla, ocasionando así que el embrión emerja. La imbibición es seguida por una activación del metabolismo del embrión. Con esto en mente, se inician así los procesos enzimáticos de respiración celular que terminaran produciendo energía, la que será utilizada para soportar el crecimiento y desarrollo de la nueva planta.

Para la gran mayoría de las especies de plantas, la germinación termina cuando la radícula emerge del embrión la cual es desarrollada gracias a nuevos procesos de inhibición. El desarrollo de la radícula permite al embrión hacer contacto con el sustrato de donde la nueva planta extraerá agua y nutrientes para continuar con su desarrollo.

### Desarrollo del tallo
Una vez que la radícula se haya extendido la elongación del tallo sigue. Este desarrollo puede presentarse de diversas formas. En una serie de plantas (dicots), el hipocótilo es el primero en emerger, halando así a las primeras hojas por entre el sustrato hasta alcanzar al aire (germinación epígea). En otras especies de plantas (monocots), el desarrollo inicial del hipocótilo es muy reducido y las primeras hojas en consecuencia quedan inmersas en la tierra. En estas plantas es el epicótilo que se elonga y empuja a las primeras hojas por entre la tierra (germinación hipogea).
Una vez que el primordio del tallo haya emergido del sustrato, los nuevos órganos y el crecimiento vegetativo son producidos por conglomeraciones celulares con alta capacidad de división y de diferenciación conocidos como meristemas. Uno de los primeros meristemas en desarrollarse es en el apical, localizado en el ápice de la planta. El meristema apical cual cumple dos funciones principales: 
1. formar primordios que generan los órganos aéreos laterales y
2. mantenerse a sí mismo mediante la producción de células sin diferenciar. El meristema apical contiene las células precursoras de todos los órganos y tipos celulares encontrados en el tallo (ramas, hojas, flores etc.). Cada división de una célula meristemática produce una célula hija que puede diferenciarse en cualquier órgano aéreo y una célula que retiene su identidad meristemática y puede dividirse de nuevo dentro del meristema apical de la planta.

La elongación del tallo y de las partes aéreas de la planta se da mediante la combinación de la división celular y el alargamiento de las células producidas por el meristema apical. Por otro lado, los primordios de las hojas surgen como engrosamientos en las axilas de los meristemas, los que son producto de divisiones celulares aceleradas en el meristema apical como tal. Una vez que los primordios de las hojas se han establecido, la expansión de la lámina foliar continua mediante la acción de unos meristemas especializados. A medida que el primordio de la hoja se desarrolla, un grupo pequeño de células meristemáticas permanecen fijas en la conexión que la hoja forma con el tallo. Esta región de células con posición fija se denomina la axila. Estas mismas producen yemas axilares o ramas que mantienen su propio meristema apical.

Las células y tejidos desarrollados por la acción del meristema apical componen el cuerpo o composición primaria de una planta. Los tejidos secundarios nacen a partir de la acción biológica de los meristemas secundarios que son responsable casi de cualquier incremento en la anchura de la planta (cambium vascular), puesto que los meristemas primarios son responsables de incrementos en la altura. Los tejidos desarrollados por la acción de los meristemas secundarios componen el cuerpo o la composición secundaria de una planta.

### Desarrollo de la raíz
El meristema apical de la raíz se caracteriza por presentar en su parte terminal una región denominada como la cofia del meristema o de la raíz. Esta cofia se encarga de proteger al meristema de daños mecánicos cuando este se elonga por entre el sustrato. El meristema apical de la raíz esta directamente detrás de la cofia de la raíz, y en su zona central se encuentra una región de división celular que se conoce como la zona quiescente. La zona quiescente produce las células precursoras de los tejidos de la raíz, y las divisiones celulares de esta región serán responsables de la elongación de la raíz y la regeneración de la cofia.

Las raíces laterales se originan desde el periciclo, una región circular de células meristemáticas que se encuentra dentro de la endodermis de la raíz primaria. Los primordios de las raíces laterales salen de la corteza de la raíz primaria ya sea por daño mecánico a esta misma o por digestión celular con enzimas. Una vez que una raíz lateral haya emergido completamente de su raíz principal, este nuevo órgano puede realizar fenómenos de absorción de agua y minerales para llevar a cabo funciones fisiológicas fundamentales.

### Desarrollo de la flor
Se conoce poco acerca de la transición fisiológica del desarrollo que lleva a la producción de estructuras de reproducción sexual (flores), desde estructuras vegetativas producto de la división de meristema apical. Sin embargo, se sabe que el proceso de floración o de desarrollo de flores se divide en tres procesos: 
1. inducción,
2. evocación y
3. desarrollo.

La inducción floral hace referencia a los eventos que le sirven como señal a una planta para alterar el desarrollo de los meristemas aéreos, empezando así la producción de flores. Con la inducción, los meristemas apicales se reorganizan para producir primordios o botones florales en vez de primordios de hojas. Se sabe que la inducción floral puede ser producto de cambios en la duración del día, que son interpretados por la planta como modificaciones en la cantidad de luz que recibe diariamente. En repuesta a esta señal, el meristema produce cambios metabólicos que catalizan la producción de flores en lugar de la de hojas u otras estructuras vegetativas.

La evocación floral comprende a los eventos que comprometen al meristema apical con la producción de flores. Se cree que este proceso se basa en una alteración de la tasa de respiración del meristema, al igual que cambios en la cantidad de RNA producido y a la tasa de síntesis de proteínas. En efecto, se conoce que estos fenómenos son consecuencia de cambios en la expresión genética del meristema apical de tallo, pero los mecanismos moleculares de estos procesos todavía permanecen ocultos.

Una vez que la evocación floral se da, la producción de flores es irreversible y la planta se compromete con las rutas metabólicas del desarrollo de flores. En este punto se dice que el desarrollo floral está determinado y los primordios florales se generan en los meristemas apicales aéreos. Estos mismos continúan su desarrollo produciendo así estructuras florales maduras.

#### Desarrollo de la simetría floral
A lo largo del árbol de las angiospermas se cree que la simetría en las flores ha aparecido varias veces independientemente en los distintos grupos. La condición ancestral es la simetría actinomórfica y la condición derivada la simetría cigomórfica, apareciendo esta independientemente en Orquídeas, Dipsacales, Lamiales, Asterales y en Legumbres. 
En distintos estudios se ha propuesto que parte del origen de la especiación de flores cigomórficas a partir de actinomórficas se debe a factores extrínsecos como interacción planta-insecto, el cual sería el factor más importante que está ejerciendo presiones de selección que conllevan cambios genéticos y morfológicos en el desarrollo de la simetría floral.
Durante el desarrollo floral, la simetría de la flor cambia. Esta simetría está determinada ya sea por la dominancia o la falta de dominancia del lado abaxial y adaxial de las flores. Se cree que hay dos gradientes que están influenciando y determinando esta dominancia; el gradiente acropétalo (eje principal) y el gradiente basipétalo (Bráctea que subtiende a la flor). Cuando hay una mayor expresión del gradiente acropetalo y por ende menor del basipetalo el lado adaxial tendrá un desarrollo tardío y por lo tanto va a ver una dominancia del lado abaxial. Cuando ocurra lo contrario, es decir una menor expresión del gradiente acropétalo y mayor en el gradiente basipétalo el lado abaxial tendrá una desarrollo tardío y por ende una dominacia del lado adaxial.  
Esta diferencia en la expresión de los dos gradientes junto con expresiones genéticas determinarán que se desarrollen flores monosimétricas o cigomórficas, ya que éstas se caracterizan por tener un único plano de simetría el cual fue determinado por la dominancia del lado abaxial o abaxial. Por el contrario si el grado de expresión de ambos gradientes es igual, la simetría de la flor será radial o actinomórfica (igual dominancia de lado abaxial y adaxial).
En cuanto a expresiones genéticas hay cuatro genes involucrados en el desarrollo de la simetría de las flores; Cycloidea (CYC), Divaricata (DIV), Dichotoma (DICH) y Radialis (RAD). Para que se desarrolle una flor monosimétrica debe expresarse tanto Cycloidea como Dichotoma de lo contrario se genera una flor polisimétrica. Estos dos genes se diferencian en el momento en el que se activan y en el lugar en el que actúan. Se sabe que Cycloidea y Dichotoma están implicados en el desarrollo temprano del lado adaxial, por lo que deben expresarse en conjunto para que se genere una dominancia de este lado y así poder generarse una flor monosimétrica. De igual manera Radialis y Divaricata juegan un papel en el desarrollo de la monosimetría, pues estos dos están involucrados en el desarrollo del lado abaxial por lo tanto la expresión de estos dos generaría una dominancia del lado abaxial. Si por lo tanto no se expresan estas parejas de genes habrá una expresión no diferencial de los cuatro genes por lo que el desarrollo de la simetría sería radial o actinomórfica dado que no habría dominancia ni del lado abaxial ni del adaxial.

### Desarrollo del fruto
La producción de frutos dependen directamente de dos procesos celulares que ocurren dentro de la flor: la megasporogénesis y la microsporogénesis. La megasporogénesis ocurre dentro de los óvulos de la flor y produce por medio de divisiones meióticas, una célula huevo, dos núcleos polares, y cinco células haploides adicionales (sinergias y antípodas). La microsporogénesis se lleva a cabo en las anteras de la flor y produce, por medio de meiosis, los gránulos de polen. Cuando los gránulos de polen aterrizan en una superficie floral receptiva, estos germinan y producen una estructura conocida como tubo polínico. En este punto, el núcleo haploide del granulo de polen se divide y produce dos núcleos conocidos como el núcleo del tubo (vegetativo) y el núcleo generativo. El tubo del polen continua su elongación hasta que este alcance el óvulo de la flor como tal.
Una vez que el tubo polínico haya alcanzado el óvulo, el núcleo generativo se divide una vez más y produce dos núcleos espermáticos. Uno de estos dos se fusiona con la célula huevo produciendo así un cigoto mientras que el otro núcleo espermático se fusiona con los dos núcleos polares produciendo así un tejido triploide conocido como el endospermo. La producción de frutos es la última etapa del desarrollo de las flores. Un fruto es un ovario maduro que contiene a las semillas con los embriones. El ovario puede continuar su desarrollo para así producir una estructura carnosa que protege a las semillas.

### Senescencia y muerte celular programada
La última etapa del desarrollo vegetal es la senescencia, proceso que se caracteriza por presentar una tasa de respiración más acelerada, una menor eficiencia fotosintética, y una disociación o desarmamiento de las macromoléculas que componen las células vegetales. La senescencia le permite a la planta recuperar nutrientes desde células que han alcanzado el final de vida útil para así distribuirlos a otros órganos florales que demandan energía.

Se conoce que los procesos moleculares asociados con la senescencia están regulados por un conjunto de genes conocidos como genes asociados con la senescencia. Estos mismos se pueden dividir en dos subgrupos. El primer grupo codifica para una serie de enzimas que son responsables por la catálisis de macromoléculas de tejidos vegetales en senescencia, mientras que el segundo grupo es responsable de la regulación de la tasa a la velocidad con la que un grupo de células lleva a cabo el proceso.
Por último, se conoce que la senescencia es una forma de muerte celular programada, un proceso en el cual el organismo ejerce un control molecular sobre la muerte de algunos grupos de células.